# فونان
فونان (بالصينية: 扶南 بينيين: فونان، أو بالصينية: 跋南، بينيين: بونونغ، تشو نوم: 夫南، بالخميرية: ហ្វូណន، بالفيتنامية: فو نام) وتسمى أيضًا نوكور فنوم (بالخميرية: នគរភ្នំ، أي «مملكة الجبل») هو الاسم الذي أعطاه علماء الخرائط والجغرافيا والكتاب الصينيون لولاية صينية مهندة -أو شبكة من الولايات (ماندالا) واقعة على اليابسة في جنوب شرق آسيا على دلتا ميكونغ، واستمر وجود هذه الشبكة من الولايات من القرن الأول إلى القرن السادس الميلادي. وُجد هذا الاسم في نصوص صينية تاريخية تتحدث عن المملكة، وأوسع الأوصاف عن هذه المملكة تعتمد على رواية دبلوماسيين صينيين، هما كانغ تاي وجو يينغ، كانا يمثلتن مملكة وو في نانكينغ ثم ارتحلا إلى فونان في أواسط القرن الثالث الميلادي.
تعرَف فونان في اللغات الحديث بمنطقة فنوم (الخميرية القديمة)، أو នគរភ្នំ نوكور فنوم (الخميرية)، ฟูนาน (فونان) (التايلاندية)، أو فو نام (بالفيتنامية)، ومهما يكن من أمر، فإن اسم فونان لم يوجد في أي نص محلي من تلك الفترة، ولا يُعرَف الاسم الذي سمى به أهل فونان حكومتهم. وفي رأي بعض العلماء أن العلماء الصينيين القدماء ترجموا كلمة فونان من كلمة مرتبطة بالخميرية هي بنام أو فنام (بالحديثة: فنوم، وتعني «الجبل»)، ولكن علماء آخرين قالوا إن فونان قد لا تكون ترجمةً أصلًا، ربما كانت كلمة صينية تعني ما تعنيه في اللغة الصينية.
وكما اختلف العلماء في اسم المملكة، اختلف المتخصصون أيضًا في طبيعتها العرقية اللغوية وناقشوها نقاشًا كبيرًا. تختلف الفرضيات السائدة على ثلاثة آراء: أن الفونانيين كانوا خميرًا مونيين أو كان معظمهم أسترونيزيا أو أنهم كانوا مجتمعًا متعدد الأعراق. ولا تقطع الأدلة بأي رأي من هذه الآراء. يقول مايكل فيكري أنه وإن كان تحديد لغة فونان مستحيلًا، فإن الأدلة تشير إشارة قوية إلى أنهم كانوا خميرًا. وقد أظهرت نتائج التنقيبات الأثرية في أوك يو أنه «لا انفصال بين أوك يو والطبقات قبل الأنكورية»، وهو ما يعني سيدة اللغة الخميرية في المنطقة التي كانت تحت حكم فونان.
وحسب شهادة المؤرخين الصينيين، يُعتَقد أن حكومة فونان تأسست في القرن الأول بعد الميلاد في دلتا ميكونغ، ولكن البحث الآثاري لم يظهر استيطانًا بشريًّا واسعًا في تلك المنطقة التي قد تعود إلى القرن الرابع قبل الميلاد. ومع أن الكتاب الصينيين يرون أن فونان حكومة واحدة موحدة، فإن بعض العلماء المحدثين ارتابوا وقالوا إن فونان قد تكون مجموعة من المدن التي تحكم نفسها، التي قد تصطرع فيما بينها أحيانًا، وقد تتحد أحيانًا. تدل الأدلة الآثارية التي تظهر وجود بضائع رومانية وصينية وهندية في المركز التجاري القديم في أوك يو (من الخميرية អូរកែវ أو كايو، وتعني «القناة البلورية») في جنوب فيتنام، ومن ثم فلا بد أن فونان كانت دولة تجارية قوية. وقد أظهرت التنقيبات في أنكور بوري في جنوب كمبوديا أيضًا أدلة أخرى على استيطان واسع. حيث إن أوك يو كانت مرتبطة بميناء في الساحل وبأنكور بوري من خلال شبكة من القنوات، لذا يمكن أن تكون كل هذه المناطق معًا هي التي شكلت قلب فونان.

## التأثيل
يحمل بعض العلماء آراءً فكرية متقدمة في شأن أصل كلمة فونان ومعناها. ويُقال عادة إن اسم فونان (وهو النطق الصيني المتوسط لكلمة 扶南: /bʱi̯u năm/) يمثل ترجمة من لغة محلية أخرى إلى الصينية. فعلى سبيل المثال، طوّر العالم الفرنسي جورج كودي النظرية التي تقول إن العلماء الصينيين القدماء عندما استعملوا كلمة فونان كانوا يترجمون كلمة مرتبطة بالخميرية هي بنام أو فنام (بالحديثة: فنوم، وتعني «الجبل»). ولكن العالم المختص في الكتابات الأثرية كلاود جاك أشار إلى أن هذا التفسير قائم على ترجمة خاطئة للكلمة السنسكريتية بارفاتابوبالا في النقوش القديمة، هي ترجمتها إلى الكلمة الخميرية بنام، وعلى سوء تحديد للملك بهافافارمان الأول الذي سُمّي في هذه النصوص غازي فونان. وقد لوحظ أيضًا أن الحرف الصيني 南 (بينيين: نان، بالفيتنامية: نام) يستعمل كثيرًا في المصطلحات الجغرافية ليدل على الجنوب، وقد استعمله العلماء الصينيون ليسموا مناطق أخرى أو أقاليم في جنوب شرق آسيا، مثل أنام. لذا قد تكون كلمة فونان كلمة صينية أصيلة، وربما لم تكن ترجمة أصلًا. اقترح جاك أن استعمال اسم فونان يجب أن يُهجَر لمصلحة استعمال أسماء أخرى، مثل بافابورا، وأنينديتابورا، وشريسثابورا، وفيادابورا، وهي أسماء معروفة من النقوش التي استعملت في زمن تلك المدن وتعطي فكرة أدق عن جغرافية الأقاليم الخميرية القديمة، أدق من كلمة فونان أو زنلا اللتان لا تُعرَفان في اللغة الخميرية القديمة.

## التاريخ

### الثقافة
كانت الثقافة الفونانية مزيجًا من معتقدات محلية وأفكار هندية. ويُعتقد أن المملكة تأثرت تأثرًا كبيرًا بالثقافة الهندية، وأنها وظفت هنودًا في مناصب الإدارة الحكومية. كانت السنسكريتية لغة المحكمة، ودافع الفونانيون عن الهندوسية، وبعد القرن الخامس، عن العقائد الدينية البوذية. تظهر السجلات أن الضرائب كانت تدفع بالذهب والفضة واللآلئ والخشب المعطر. روى كانغ تاي (康泰) وجو يينغ (朱應) أن الفونانيين كانوا من أصحاب الرقيق وأن العدل كان يطبق بالمحاكمة بالتعذيب، ومنها طرق مثل حمل سلسلة حديدية حمراء ساخنة واسترداد حلقات ذهب وبيضات من مياه تغلي.
توافق الأدلة الآثارية السجلات الصينية موافقة كبيرة. وصفت الصينيون الفونانيين عى أنهم شعب سكن في بيوت قائمة على ركائز، وكانوا يزرعون الرز ويدفعون الإتاوات بالذهب والفضة والعاج والحيوانات الأجنبية.
كانت رواية كانغ غير جذابة للحضارة الفونانية، ولو أن سجلات المحاكم الصينية تظهر مجموعة من الموسيقيين الفونانيين الذين زاروا الصين في عام 263 بعد الميلاد. وقد أعجب الموسيقيان الإمبراطور الهندي كثيرًا إلى درجة أنه أمر بتأسيس معهد للموسيقا الفونانية قرب نانكينغ. وقد رُوي أن الفونانيين كان عندهم أراشيف كبيرة من مجموعات الكتب في أرجاء دولتهم، وهو ما يدل على مستوًى عالٍ من الإنجازات العلمية.
انتقل ناسكان بوذيان من فونان، هما ماندراسينا وسانغابالا إلى الصين في القرنين الخامس والسادس، وترجموا عدة سوترات بوذية من السنسكريتية (أو البراكريتية) إلى الصينية. من هذه النصوص: سوترا سابتاساتيكا براجناباراميتا الماهاياينية، وتسمى أيضًا سوترا ماهابراجناباراميتا مانجوسريباريفارتا. هذا النص ترجمه الكاهنان كل واحدٍ على حدته. وكان البوديفاستا مانجوسري شخصية بارزة فيه.

### الاقتصاد
كانت فونان أعظم اقتصاد في جنوب شرق آسيا. وقد ازدهرت فونان بالتجارة البحرية والزراعة. والظاهر أن المملكة كان لها عملتها الفضية التي ضربتها، وكانت تحمل صورة أرغوس متوج أو طائر هامسا.
برزت فونان في فترة كان فيها الطريق التجاري من الهند إلى الصين مؤلفا من الطريق البحري من الهند إلى إلى برزخ كرا، وهو مضيق شبه الجزيرة المالاوية، ثم من العبور من المضيق، ثم رحلة حول الساحل في قارب، على طول خليج سيام، ثم تجاوز دلتا ميكونغ، ثم الإبحار على طول الساحل الفيتنامي إلى الصين. غزا الملوك الفونانيون في القرن الثاني دولًا على المضيق نفسه، ومن ثم سيطروا على كل خط التجارة من ماليزيا إلى فيتنام المركزية.